# Raphaël Collignon
Raphaël Collignon (Rochester, 13 gennaio 2002) è un tennista belga.
Ha vinto in singolare alcuni tornei minori e nell'aprile 2025 ha raggiunto l'81ª posizione del ranking ATP. Ha esordito nella squadra belga di Coppa Davis nel 2024.

## Carriera

### 2020-2022: inizi e primi titoli ITF
Fa le sue prime apparizioni tra i professionisti alla fine del 2020 in tornei del circuito ITF, l'anno successivo inizia a giocare con continuità e a marzo disputa la prima finale ITF in singolare, nella quale raccoglie due soli giochi. Nel 2022 vince i primi titoli da professionista in quattro tornei ITF, fra cui il Marburg Open contro Yshai Oliel senza perdere un set. A maggio vince il primo torneo ITF in doppio, ad agosto fa il suo esordio in singolare nel tabellone principale di un torneo Challenger al Prague Open III e raggiunge il secondo turno.

### 2023: prima finale Challenger e infortuni
L'anno seguente raggiunge la finale al Challenger di Roseto degli Abruzzi e perde in tre set contro Filip Misolic. Grazie a questo risultato raggiunge il suo miglior ranking ATP al 210º posto, entra per la prima volta nelle qualificazioni di uno Slam all'Open di Francia 2023. e perde al primo match. Entra anche nelle qualificazioni al torneo di Wimbledon, supera il primo turno e cede a Mattia Bellucci al secondo. Dopo lo Slam londinese subisce due infortuni che lo costringono a un lungo periodo di convalescenza; rientra a novembre ripartendo dalla 330ª posizione.

### 2024: primi titoli Challenger, esordio in Coppa Davis e 121º nel ranking
Nel 2024 fatica a ritrovare la forma e ad aprile scende alla 583ª posizione mondiale. Torna al successo nei tornei del circuito ITF e ad agosto vince il suo primo ATP Challenger al Sauerland Open 2024, sconfiggendo in finale il favorito Botic van de Zandschulp. Quello stesso mese disputa e vince l'ultimo torneo ITF e abbandona la categoria dopo aver vinto otto tornei in singolare e due in doppio. A settembre esordisce nella squadra belga di Coppa Davis in occasione della fase a gruppi delle Finali 2024 e ritrova van de Zandschulp, che si prende la rivincita imponendosi in due set. Perde anche il successivo match contro João Fonseca e il Belgio viene eliminato. Sconfitto in finale al Challenger di Lisbona, fa il suo esordio nel circuito ATP grazie a una wild card per l'European Open 2024 di Anversa perdendo al primo turno contro Márton Fucsovics. Conclude l'anno alla 121ª posizione, nuovo miglior ranking ATP, dopo aver raggiunto altre due finali Challenger, perde la prima al Challenger 100 dello Slovak Open e vince la seconda all'All In Open 2024.

### 2025: un titolo Challenger e 81º nel ranking
Eliminato al primo turno di qualificazione agli Australian Open, a febbraio arriva il primo risultato importante della stagione con il titolo conquistato all'Open Pau-Pyrénées, primo torneo Challenger 125 vinto in carriera. Con questo risultato fa il suo ingresso nella top 100, alla 98ª posizione, e sale alla 91ª dopo la finale persa al successivo Challenger Città di Lugano. Entra per la prima volta direttamente in un tabellone principale ATP per diritto di classifica al Grand Prix Hassan II e vince il primo match nel circuito maggiore sconfiggendo Fabio Fognini, prima di cedere in tre set a Nuno Borges. La settimana successiva vince il Challenger 100 del Monza Open e si porta all'81ª posizione mondiale.

## Statistiche

### Tornei Challenger

#### Singolare

##### Vittorie (4)
| N. | Data             | Torneo                      | Superficie  | Avversario in finale    | Punteggio     |
| 1. | 4 agosto 2024    | Sauerland Open, Lüdenscheid | Terra rossa | Botic van de Zandschulp | 3–6, 6–4, 6–3 |
| 2. | 17 novembre 2024 | All In Open, Lione          | Cemento (i) | Calvin Hemery           | 6–4, 6–2      |
| 3. | 23 febbraio 2025 | Open Pau-Pyrénées, Pau      | Cemento (i) | Patrick Zahraj          | 6–2, 6–4      |
| 4. | 13 aprile 2025   | Monza Open, Monza           | Terra rossa | Vitaliy Sachko          | 6-3, 7-5      |